# Chronologie du patinage artistique
Pour un article plus général, voir Patinage artistique.
-20 000 : Les premiers patins à glace sont constitués d'os de bœuf (Bos taurus) amincis,  polis, percés de deux trous pour permettre la fixation et qui étaient utilisés comme moyen de locomotion. Leur longueur était d'environ 60 centimètres.
XIIIe siècle : Le bois remplace les os.
Vers 1200 : les premiers patins en métal.
XVIIe siècle : Courses de vitesse en Hollande et débuts du schoonrijden, une forme de patinage artistique.
1742 : Le premier club de patinage apparaît à Édimbourg, Écosse : le Edinburgh Skating Club.

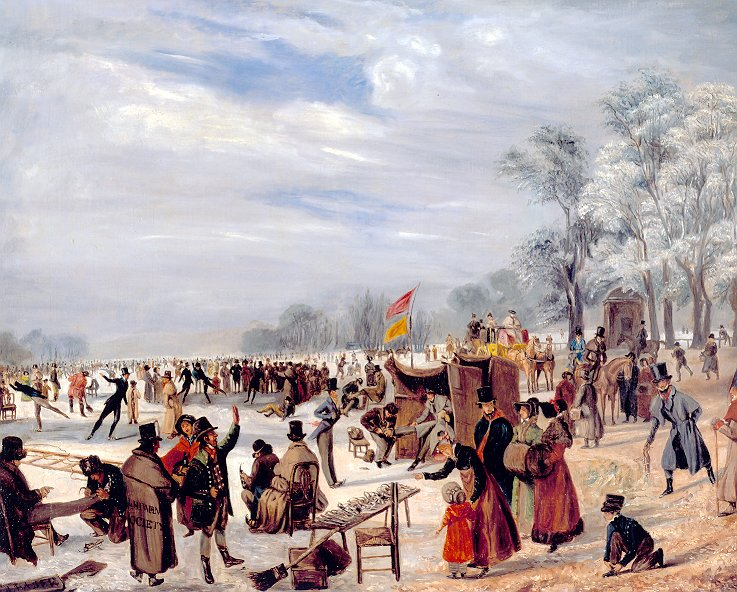
Scène de patinage en Hollande

1772 : Première école de patinage en Angleterre. Premier ouvrage s'intitulant « L'Art de la glace » publié à Londres par Robert Jones, un lieutenant d'artillerie. L'unique exemplaire connu de cet ouvrage se trouve à la bibliothèque Mitchell à Glasgow, Écosse.
1776 : Le patinage est mis à la mode à la cour par Marie-Antoinette.
5 janvier 1791 : Napoléon Bonaparte échappe à la mort en patinant avec ses camarades dans les douves de l'École militaire d'Auxonne, France.[réf. nécessaire]
1813 : publication à Paris de l’ouvrage de Jean Garcin : Le Vrai Patineur ou les principes sur l’art de patiner avec grâce, qui pose les premières bases du patinage dit « artistique ».
1830 : fondation à Paris du club des Gilets rouges de Jean Garcin.
1840 : le premier club londonien est créé. 170 membres le composent dont 20 femmes. 
1842 : première piste artificielle expérimentale construite par l'Anglais Henry Kirk, quelques mètres carrés dans un sous-sol à Londres et composée d'un mélange de produits chimiques malodorants. 
1849 : le premier club américain est créé : le Skating Club de Philadelphie.
1850 : Buschnell invente les lames de patin en acier (sans bois, ni lanières), permettant au patinage de devenir un véritable divertissement et sport, comme en témoigne la peinture hollandaise. Cette paire de patins coûtait alors 30,00 $ et comportait 3 types d'attaches : la garniture anglaise, la couthurne russe et les brides suédoises.

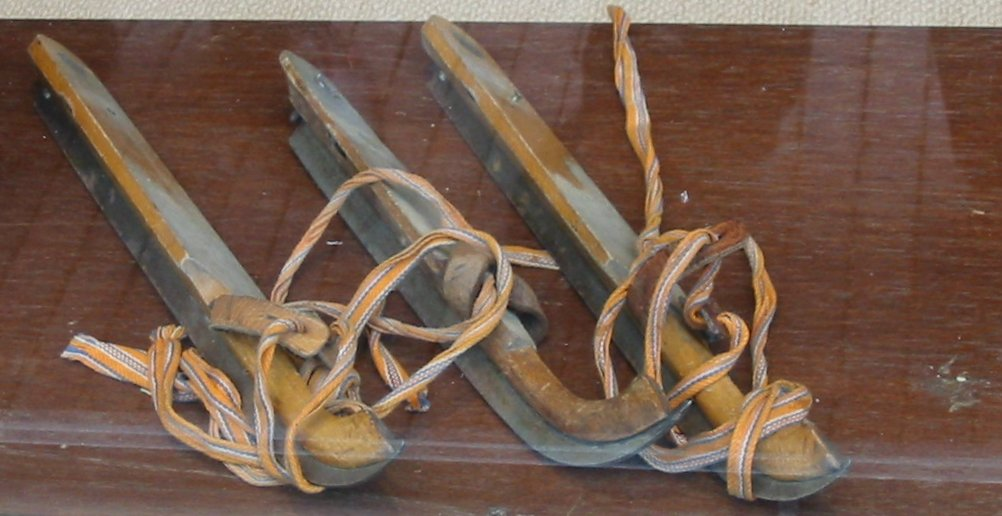
Premiers patins hollandais

1858 : première piste de plein air entretenue par un personnel rémunéré à Central Park à New York.
1860 : le New York Skating Club est créé. 
1861 : le premier carnaval sur glace a lieu à Brooklyn.
1865 : première paire de patins par la compagnie ACME.
1865 : à Paris, le préfet concède au Cercle des Patineurs un vaste espace dans le Bois de Boulogne où l'on aménage durant les hivers une grande patinoire.
1868 : Création de la première patinoire au Canada.
1870 : le creux de lame est inventé.
1875 : mort de Jackson Haines.
Janvier 1876 : la première patinoire artificielle est inaugurée à Londres : le Glaciarium de Chelsea, situé dans le quartier Kings Road. Elle ferme dès la fin de l'année 1876.
1879 : inauguration dans la banlieue de Liverpool de la Southport Glaciarium, première patinoire artificielle de grande taille. La fédération britannique est créée, et la première édition des championnats de Grande-Bretagne de patinage artistique se tient le 8 décembre à Southport.
1882 : à l’occasion de la première compétition de patinage artistique à Vienne en Autriche, le patineur norvégien Axel Paulsen invente la figure de l’« Axel ». Malgré cette innovation, c’est l’Autrichien Leopold Frey qui est sacré.
1888 : Louis Rubenstein met sur pied l'Association canadienne de patinage amateur.
1889 : fermeture de la Southport Glaciarium, gouffre financier.
1891 : première édition des championnats d’Europe de patinage artistique et de patinage de vitesse à Hambourg pour les hommes seulement. L’Allemand Oskar Ulhig remporte l’épreuve de patinage artistique.
1892 : fondation de l'Union internationale de patinage (UIP), également appelée International Skating Union (ISU) en juillet. À la suite de l'invitation des Pays-Bas, 15 délégués des pays européens se réunissent à Schéveningue pour établir les règles du sport.
14 octobre 1892 : inauguration à Paris de la première patinoire artificielle française, le « Pôle Nord ». C'est un grand succès.
23 décembre 1893 : succès du Pôle Nord oblige, une deuxième patinoire artificielle française voit le jour, le Palais de Glace au Rond-Point des Champs-Élysées à Paris.
1894 : le Canada joint les rangs de l'UIP.
1895 : sur le modèle parisien, ouverture d'une première patinoire artificielle à Bruxelles, le Pôle Nord.
9-10 février 1896 : première édition des championnats du monde de patinage artistique à Saint-Pétersbourg. L’Allemand Gilbert Fuchs s’impose dans l’unique épreuve, en simple.
7 novembre 1896 : ouverture à New York de la première patinoire artificielle : la St. Nicholas Rink.
1897 : lors de la deuxième édition des championnats du monde de patinage artistique à Stockholm, l’autrichien Gustav Hügel s’impose dans l’unique épreuve individuelle.
1898 : le Suédois Henning Grenander est sacré champion du monde, mais c'est le Suédois Ulrich Salchow qui reste dans les mémoires. Lors des cinquièmes championnats d’Europe de patinage artistique à Trondheim (Suède), Salchow enlève le titre en passant sa figure, le «salchow». Salchow conserve son titre européen 1899, tandis que le titre mondial est remporté par l’Autrichien Gustav Hügel.
1902 : la Britannique Madge Syers se classe 2e lors des championnats du monde, qui ne prévoient alors pas d'interdiction en fonction du sexe des participants. 
1903 : l'Union des fédérations françaises des sports de glace (UFFSA) gère les sports de glace en France. L'UIP prévoit que les deux sexes doivent concourir séparément et ferme de facto les championnats du monde aux femmes.
1904 : la première patinoire ouvre ses portes à Melbourne, Australie.
1906 : organisation de la première épreuve féminine aux championnats UIP à Davos en Suisse.
1908 : Les couples apparaissent en compétition à l'occasion des débuts olympiques du patinage artistique aux jeux olympiques d'été de Londres. La grande figure du patinage de l'entre-deux-guerres est justement une femme, Sonja Henie (trois titres Olympiques et dix fois championne du monde), qui révolutionne la discipline.

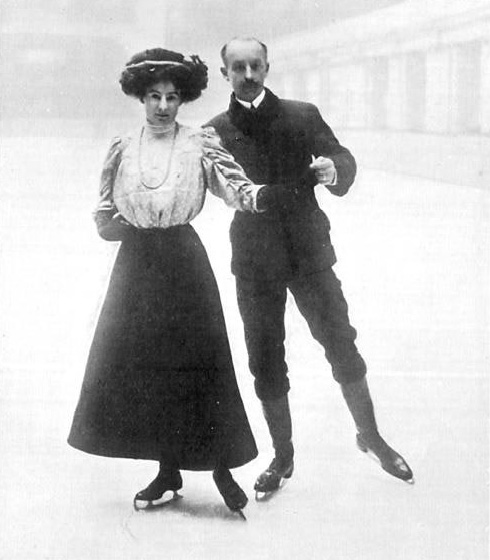
Le couple britannique Edgar et Madge Syers, Jeux Olympiques 1908

1909 : Le suédois Ulrich Salchow invente le saut qui portera son nom : le salchow.
L'architecte viennois Engelmann crée la première piste artificielle en plein air.
1910 : Invention du saut de boucle par l'Allemand Werner Rittberger.
1913 : Invention du lutz par l'Autrichien Alois Lutz.
années 1920 : Invention du flip par l'Américain Bruce Mapes
1920 : Premier saut Salchow réussi en compétition par une femme Theresa Weld lors des Jeux Olympiques.
1924 : les dames peuvent participer aux championnats du monde. Les premiers jeux olympiques d'hiver à Chamonix (France) incluent le patinage artistique.
1925 : premier double saut de boucle par l'Autrichien Karl Schäfer (en pratique).
1925 : premier double lutz par Karl Schäfer (en pratique).
1928 : premier titre olympique pour la Norvégienne Sonja Henie, qui récidivera en 1932 et 1936.
1928 : premier double salchow par Gillis Grafström et le Canadien Montgomery Wilson.

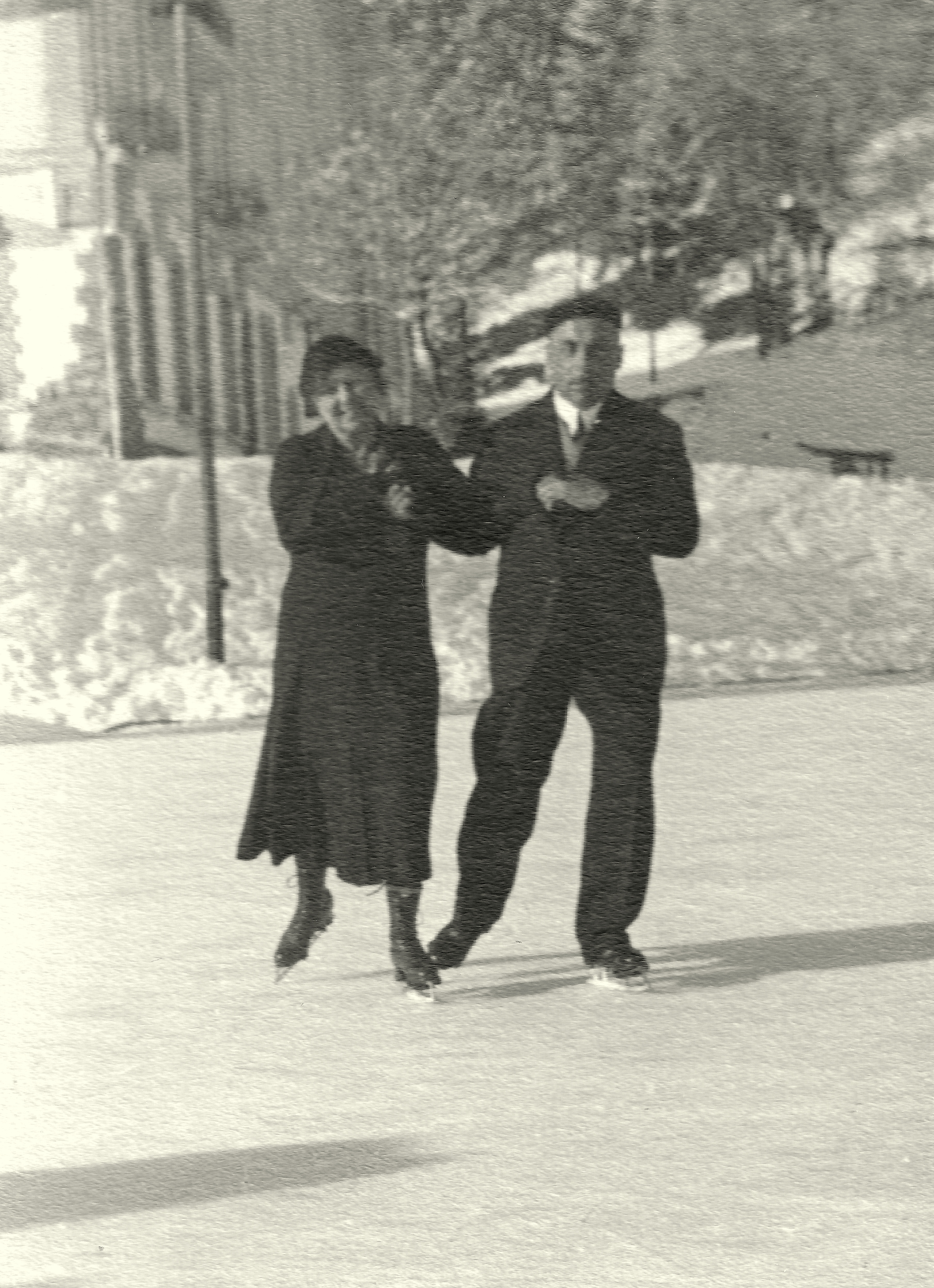
Couple amateur dansant sur glace au son de la musique, Suisse, 1931

1942 : la Fédération française des sports de glace est officialisée.
1942 : premier double lutz par Barbara-Ann Scott.
1944 : premier double lutz par l'Américain Richard (Dick) Button. 
1948 : premier double axel par l'Américain Richard (Dick) Button, lors des Jeux olympiques.
1950 : première compétition internationale de danse sur glace à l'occasion des championnats du monde de Londres.
1952 : l'Américain Dick Button exécute le premier triple saut de l'histoire (un saut de boucle) lors des Jeux olympiques. Les premiers championnats du monde de danse sur glace se tiennent à Paris.
1953 : premier double axel par Carol Heiss.
1954 : premier championnat d'Europe de danse sur glace à Bolzano.
1961 : annulation des championnats du monde, à la suite de la tragique disparition de l'équipe américaine lors de la catastrophe aérienne du vol Sabena 548 près de l'aéroport de Bruxelles.
1962 : triple Lutz par le Canadien Don Jackson lors des championnats mondiaux à Prague.
1962 : premier triple saut féminin (Salchow) par la Canadienne Petra Burka aux championnats canadiens.
12 octobre 1969 : décès d'une légende du patinage artistique : Sonja Henie.
1969 : création de la compétition Nebelhorn Trophy.
1976 : début officiel de la danse sur glace en tant que sport olympique à Innsbruck, Autriche. Première compétition UIP internationale chez les juniors à Megève, France. Premier back-flip à Innsbruck par Terry Kubika.
1978 : Le premier triple Axel de l'histoire est exécuté par Vern Taylor (Canada).
1978 : Premier triple lutz féminin par la suissesse Denise Biellmann.
1978 : Premiers championnats du monde junior officiels. 
1981 : la patineuse suisse Denise Biellmann donne son nom à la « pirouette Biellmann ».
1981 : la patineuse japonaise Midori Ito réalise la première combinaison triple-triple (boucle piqué-boucle piqué) chez les dames, aux championnats du monde juniors de 1982. 
1986 : création de Patinage Magazine, magazine français spécialisé dans le patinage artistique.
1988 : premier quadruple saut (boucle piqué) par le Canadien Kurt Browning lors des championnats mondiaux à Budapest.
1988 : premier triple axel féminin par la Japonaise Midori Ito lors des championnats du Japon.
1990 : les figures imposées sont désormais retirées des compétitions internationales de patinage. Dernière compétition aux championnats du monde de patinage à Halifax.
1995 : début de la série du Grand Prix ISU. Les compétitions Skate Canada, Skate America, le trophée NHK, le trophée Eric Bompard et la Coupe des Nations sont retenues pour cette série.
1996 : première combinaison triple boucle/triple boucle par le Français Éric Millot lors de la finale Champions Series.
1997 : début de la série du Grand Prix ISU Junior. Première combinaison quadruple-triple (boucle piqué) par le Canadien Elvis Stojko lors de la finale Champions Series à Hamilton, Canada.
1997 : première combinaison triple boucle/triple boucle par l'Américaine Tara Lipinski lors des championnats nationaux des États-Unis.
1998 : premier quadruple salchow réussi en compétition par l'Américain Timothy Goebel, lors de la finale du Grand Prix Junior ISU.
1999 : création des premiers championnats des quatre continents pour l'Amérique, l'Asie, l'Afrique et l'Océanie.
2000 : premier championnat du monde de patinage synchronisé, Minneapolis, États-Unis.
2000 : première combinaison triple Lutz/triple boucle par la Russe Irina Slutskaya (première par une femme) lors de la finale du Grand Prix de l'UIP.
2002 : À la suite d'un scandale lors de la compétition en couple lors des Jeux olympiques de Salt Lake City, deux médailles d'or attribuées, pour la première fois de l'histoire du patinage olympique, aux couples Salé/Pelletier (CAN) et Berezhnaya/Sikharulidze (RUS). Cet événement précipita la mise en place d'un nouveau système de pointage qui était en ébauche.
2002 : Michael Weiss réussit le premier back flip avec une vrille complète (full-flip ou 'Tornado') en compétition professionnelle à Hallmark, États-Unis.
2003 : décembre, premier quadruple saut (salchow) réussi par une femme, la Japonaise Miki Ando. Test du nouveau système de pointage CoP pour les compétitions du Grand Prix ISU.
2004 : généralisation du nouveau système de jugement CoP pour les compétitions ISU.
2005 : première compétition adulte internationale de l'ISU à Oberstdorf en Allemagne.